# Alan Duncan

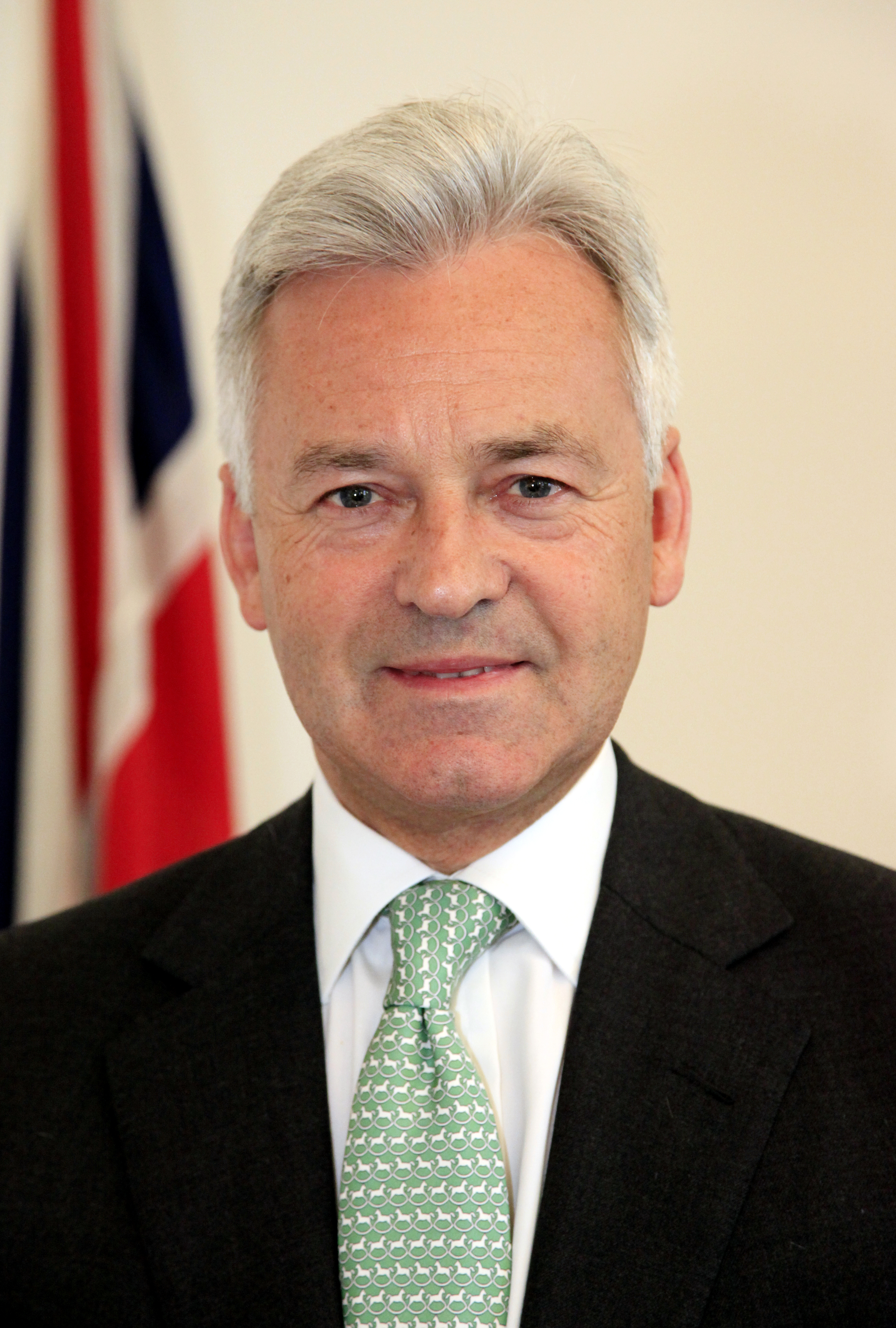
Alan Duncan

Sir Alan Duncan KCMG (* 31. März 1957) ist ein britischer Politiker der Conservative Party.

## Leben
Duncan wurde 1957 in Rickmannsworth, Hertfordshire, geboren. Sein Vater war bei der Royal Air Force tätig und seine Mutter war Lehrerin. Die Familie zog aufgrund der Berufstätigkeit von Duncans Vater bei der NATO oft um, unter anderem nach Gibraltar, Italien und Norwegen. 
Nach seiner Schulzeit studierte Duncan in Oxford am St John’s College und an der Harvard University. Danach war er von 1979 bis 1981 in der Ölindustrie im Unternehmen Royal Dutch Shell tätig und wechselte 1982 zum Rohstoffhändler Marc Rich, für den er bis 1988 arbeitete. 
Bei den britischen Unterhauswahlen 1992 wurde Duncan erstmals als Abgeordneter für den Wahlbezirk Rutland and Melton in das britische House of Commons gewählt. In den folgenden Unterhauswahlen wurde er jeweils als Abgeordneter wiedergewählt. Er war seit 1998 in verschiedenen Funktionen Mitglied konservativer Schattenkabinette. Nach dem konservativen Wahlsieg im Mai 2010 wurde er vom neu gewählten Premierminister David Cameron als Staatssekretär im Ministerium für internationale Entwicklung berufen; im Zuge einer Kabinettsumbildung wurde er im Juli 2014 aus diesem Amt entlassen. Ab Juli 2016 war er unter Premierministerin Theresa May erneut Staatssekretär, diesmal im Außenministerium und mit der Zuständigkeit für Europa und Amerika. Im Vorgriff auf den zwei Tage später zu erwartenden Wechsel Boris Johnsons auf den Posten des Premierministers trat Duncan am 22. Juli 2019 von seinem Amt zurück.
Im Jahr 2002 hatte Duncan sein öffentliches Coming-out. Er lebt mit seinem Lebenspartner James Dunseath, den er am 24. Juli 2008 geheiratet hat, zusammen.

## Veröffentlichungen
Duncan hat zwei Bücher als Autor geschrieben:
- An End To Illusions (Demos, 1993) ISBN 1-898309-05-1
- Saturn’s Children: How the State Devours Liberty, Prosperity and Virtue (gemeinschaftlich mit Dominic Hobson), Sinclair-Stevenson, 1995, ISBN 1-85619-605-4